# 约翰·奥罗斯科
约翰·奥罗斯科（西班牙語：John Orozco，1992年12月30日—），美国男子竞技体操运动员，2011年世界竞技体操锦标赛男子团体全能铜牌得主、2013年世界竞技体操锦标赛男子双杠铜牌得主、2014年世界竞技体操锦标赛男子团体全能铜牌得主。